# Petar Aljosjev
Petar Aljosjev Petrov (Bulgaars : Петър Альошев Петров) (Vratsa, 11 mei 1987) is een voormalige Bulgaars voetballer. Hij heeft gespeeld bij Lokomotiv Mezdra, Botev Vratsa, Slavia Sofia, FK Ljoebimets, PSFC Tsjernomorets Boergas, FK Oborisjte Panagjurisjte en PFK Loedogorets.
In juli 2017 keerde hij terug naar Botev Vratsa maar hij verliet de club aan eind van het seizoen. Hij beëindigde zijn voetbalcarrière in 2018.